# Умхланга
Умхланга је традиционални плес на коме се окупља око 20000 девица из Свазиленда да плешу за краља. 
Краљу је дозвољено да једну од девојака изабере за своју супругу. Садашњи краљ је 2004. године изабрао шеснаестогодишњу финалисткињу такмичења за мис Свазиленда. 